# Исупов, Николай Антонович
Никола́й Анто́нович Ису́пов (6 [19] декабря 1908, Котельничский уезд, Вятская губерния — 5 декабря 1967, Тула) — советский офицер-политработник в Великой Отечественной войне, Герой Советского Союза (17.10.1943). Майор (1946).

## Биография
Николай Исупов родился 6 (19) декабря 1908 года в деревне Комаровщина. После окончания семилетней школы работал в отцовском хозяйстве. В 1930—1932 годах проходил службу в Рабоче-крестьянской Красной Армии. После демобилизации вернулся на родину, работал бригадиром льноводов в колхозе. С 1933 года проживал в Новосибирске, работал сначала на строительстве новосибирского трамвая, затем в городском трамвайном депо, прошёл путь от вагоновожатого до начальника службы движения. В июне 1941 года Исупов повторно был призван в армию. С июля того же года — на фронтах Великой Отечественной войны. За время войны два раза был ранен. Участвовал в битве на Курской дуге. К сентябрю 1943 года капитан Николай Исупов был заместителем по политической части командира батальона 712-го стрелкового полка 132-й стрелковой дивизии 77-го стрелкового корпуса 60-й армии Центрального фронта. Отличился во время Черниговско-Припятской операции и битвы за Днепр.
5 сентября 1943 года Исупов во главе штурмовой группы батальона переправился через реку Сейм и захватил плацдарм на его западном берегу. 6 сентября группа Исупова первой ворвалась в Конотоп и приняла активное участие в его освобождении, а 9 сентября — в освобождении Бахмача. В ночь с 24 на 25 сентября 1943 года во главе штурмовой группы Исупов переправился через Днепр в районе села Лютеж и выбил противника из занимаемых им траншей. На следующий день немецкие войска предприняли 12 контратак, но все они успешно были отражены. В боях погибла половина группы, почти все выжившие получили ранения, но плацдарм был удержан. Следующей ночью на него переправились основные части полка.
Указом Президиума Верховного Совета СССР от 17 октября 1943 года за «мужество и героизм, проявленные на фронте борьбы с немецкими захватчиками» капитан Николай Исупов был удостоен высокого звания Героя Советского Союза с вручением ордена Ленина и медали «Золотая Звезда» за номером 3211.
После окончания войны Исупов продолжил службу в Советской Армии. В марте 1948 года в звании майора он был уволен в запас. Проживал в Туле, работал начальником отдела снабжения на Тульской фабрике музыкальных инструментов «Мелодия». Умер 5 декабря 1967 года, похоронен на Всехсвятском кладбище Тулы.
Был также награждён орденами Отечественной войны 1-й степени и «Знак Почёта», рядом медалей.

## Память

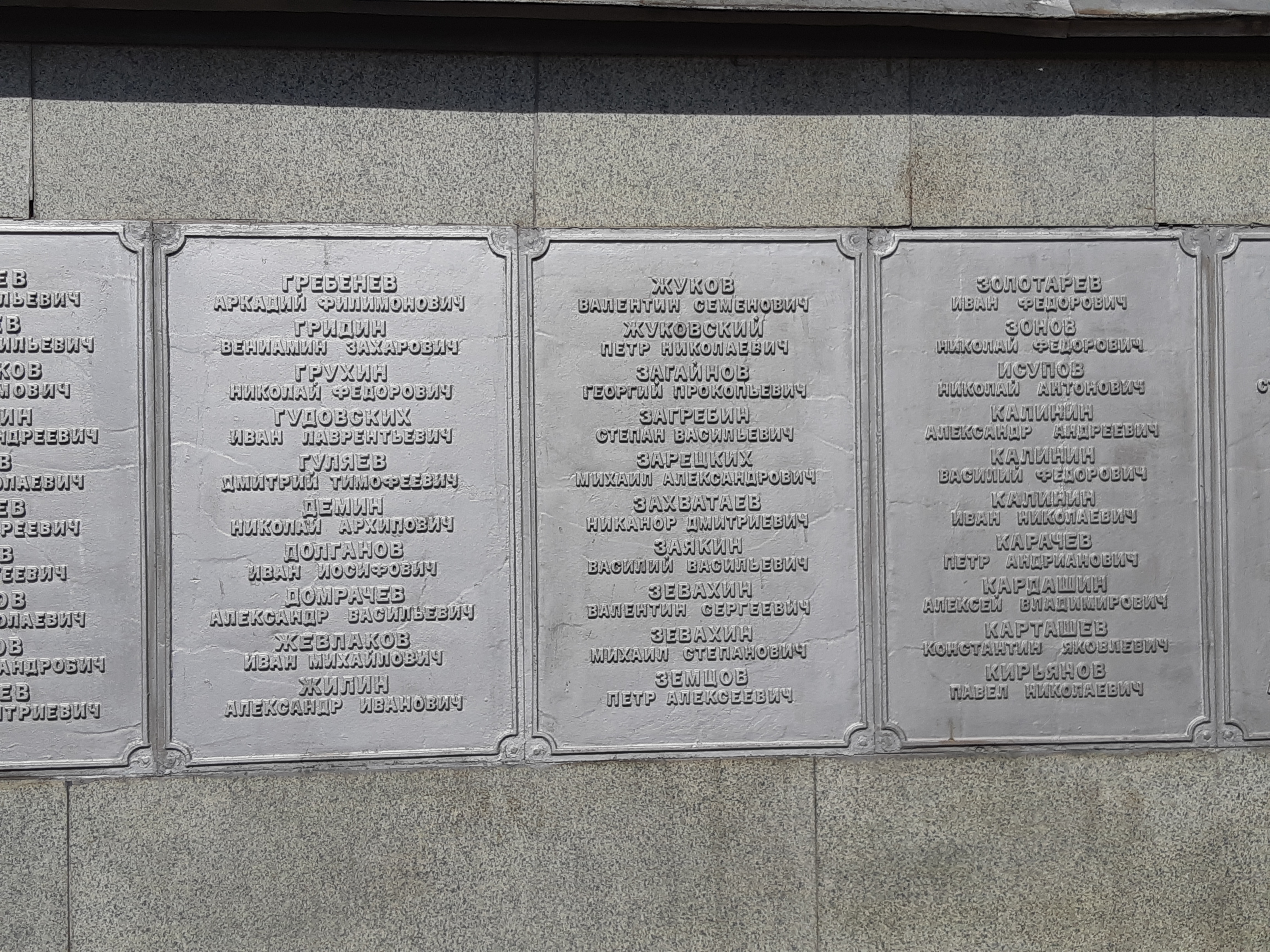
Имя Героя на мемориальной доске в парке Дворца пионеров г. Кирова

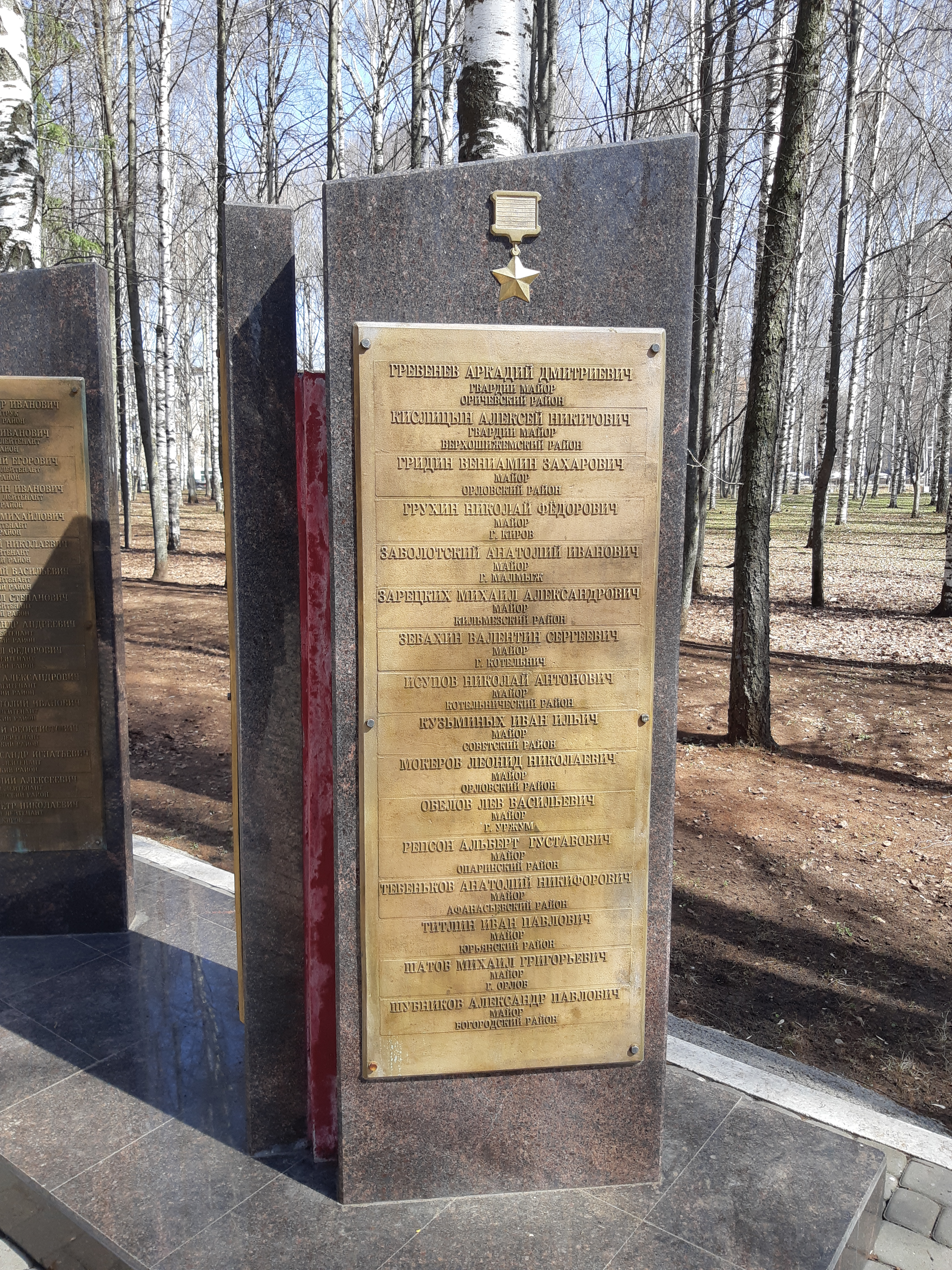
Имя Героя на гранитной стелле в парке Победы в Кирове.

- Имя Героя высечено золотыми буквами в зале Славы Центрального музея Великой Отечественной войны в Парке Победы города Москвы.
- Его имя на гранитной стелле в парке Победы в Кирове.
- Имя Героя увековечено на мемориальной доске в честь Героев Советского Союза — уроженцев Кировской области в парке Дворца пионеров города Кирова.
- На могиле героя в Туле установлен надгробный памятник.
- На родине героя в селе Молотниково установлен памятник в составе мемориальной группы, посвященной погибшим земялкам.
- В честь Исупова названа улица в Туле[2] и в селе Молотниково Котельничского района Кировской области.

## Комментарии
1. ↑  Деревня Комаровщина, относившаяся к Игумновской, затем — к Котельничской волости Котельничского уезда, в последующем входила в состав Игумновского сельсовета Котельничского района Кировской области; упразднена 30.12.1986[1].